# Emilio Buttarelli
Emilio Buttarelli (Milano, 12 marzo 1924 – ...) è stato un calciatore italiano, di ruolo portiere.

## Caratteristiche tecniche
Portiere poco tecnico, ma pratico e concreto; curava il piazzamento e i dettagli e dava sicurezza alla difesa.

## Carriera
In gioventù milita nella Milanese 1920. Gioca nel Voghera in Serie C, nel 1942-1943. Nell'immediato dopoguerra milita per cinque anni fra le file del Mortara, sempre in terza serie, raggiungendo con esso le prime posizioni di classifica nel rispettivo girone.
È acquistato dal Torino nel 1950, dopo la sciagura di Superga, per fare da secondo a Bepi Moro; nella stessa estate, gli svarioni di quest'ultimo non convincono il club piemontese, che si priva del veneto, portando Buttarelli primo portiere. Partecipa quindi coi granata a due campionati di Serie A, terminati con bassi posizionamenti in classifica, totalizzando 24 presenze e 46 goal subiti nella stagione 1950-1951 e 5 presenze e 5 reti subite nella stagione successiva.
Nell'estate del 1953 si tessera con il Bari, finito in IV Serie, e con i galletti risale in due anni alla Serie B. Eccetto che per la stagione 1955-1956, scende quasi sempre in campo fra i biancorossi, fino al giugno 1957; dal settembre dello stesso anno si divide con Enzo Magnanini (18 presenze per entrambi nel campionato 1957-1958), per poi fare da riserva di quest'ultimo nella massima serie, nell'anno 1958-1959, in cui disputa l'ultima partita di campionato, vinta 1-0 in trasferta contro la SPAL (il Bari era già salvo). 

Nell'estate del 1959 riscatta la lista gratis con la società pugliese (rimanendo svincolato).
In carriera ha disputato 30 gare in prima e 50 gare in seconda serie.

## Palmarès

### Club

#### Competizioni nazionali
- Scudetto Dilettanti: 1

Bari: 1953-1954 (IV Serie)
- Serie C: 1

Bari: 1954-1955